# Àrtam de les Bismarck
L'àrtam de les Bismarck (Artamus insignis) és una espècie d'ocell de la família dels artàmids (Artamidae)

## Hàbitat i distribució
Habita camp obert de Nova Bretanya i Nova Irlanda a l'arxipèlag de Bismarck.